# Maršovice (Petrovice u Sušice)
Maršovice jsou malá vesnice, část obce Petrovice u Sušice v okrese Klatovy v Plzeňském kraji. Nachází se asi 2,5 kilometru severně od Petrovic u Sušice. Je zde evidováno 10 adres. V roce 2011 zde trvale žilo třináct obyvatel.
Maršovice leží v katastrálním území Maršovice u Svojšic o rozloze 1,04 km².

## Historie
První písemná zmínka o vesnici pochází z roku 1404.

## Obyvatelstvo
| Rok            | 1869 | 1880 | 1890 | 1900 | 1910 | 1921 | 1930 | 1950 | 1961 | 1970 | 1980 | 1991 | 2001 | 2011 | 2021 |
| -------------- | ---- | ---- | ---- | ---- | ---- | ---- | ---- | ---- | ---- | ---- | ---- | ---- | ---- | ---- | ---- |
| Počet obyvatel | 56   | 57   | 66   | 61   | 55   | 59   | 60   | 37   | 30   | 27   | 25   | 20   | 14   | 13   | 16   |
| Počet domů     | 7    | 9    | 9    | 9    | 9    | 9    | 9    | 11   | 11   | 8    | 7    | 8    | 7    | 9    | 10   |

## Obecní správa
Při sčítání lidu v letech 1850–1949 Maršovice byly samostatnou obcí v okrese Sušice. V letech 1950–1975 byly osadou obce Svojšice, se kterým patřil nejprve do okresu Sušice, ale od roku 1960 v okrese Klatovy. Od 1. ledna 1976 jsou částí obce Petrovice u Sušice v okrese Klatovy. V letech 1850–1920 k obci patřily Dolní Staňkov, Františkova Ves, Posobice, Stráž, Volšovy a Žikov, v letech 1850–1949 Drouhavec a v letech 1850–1959 také Cihelna, Částkov, Horní Staňkov a Strunkov.

## Galerie

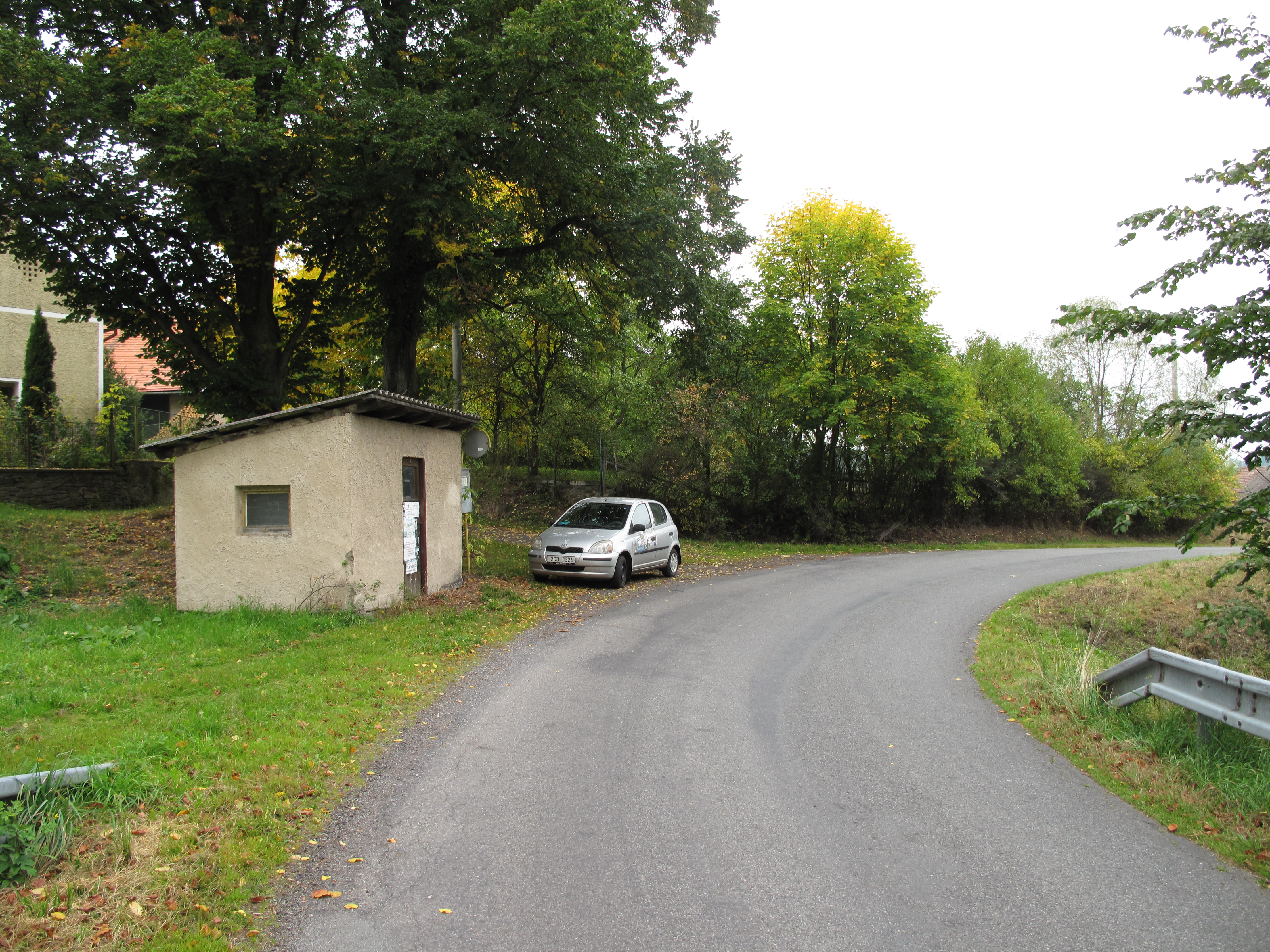
Autobusová zastávka
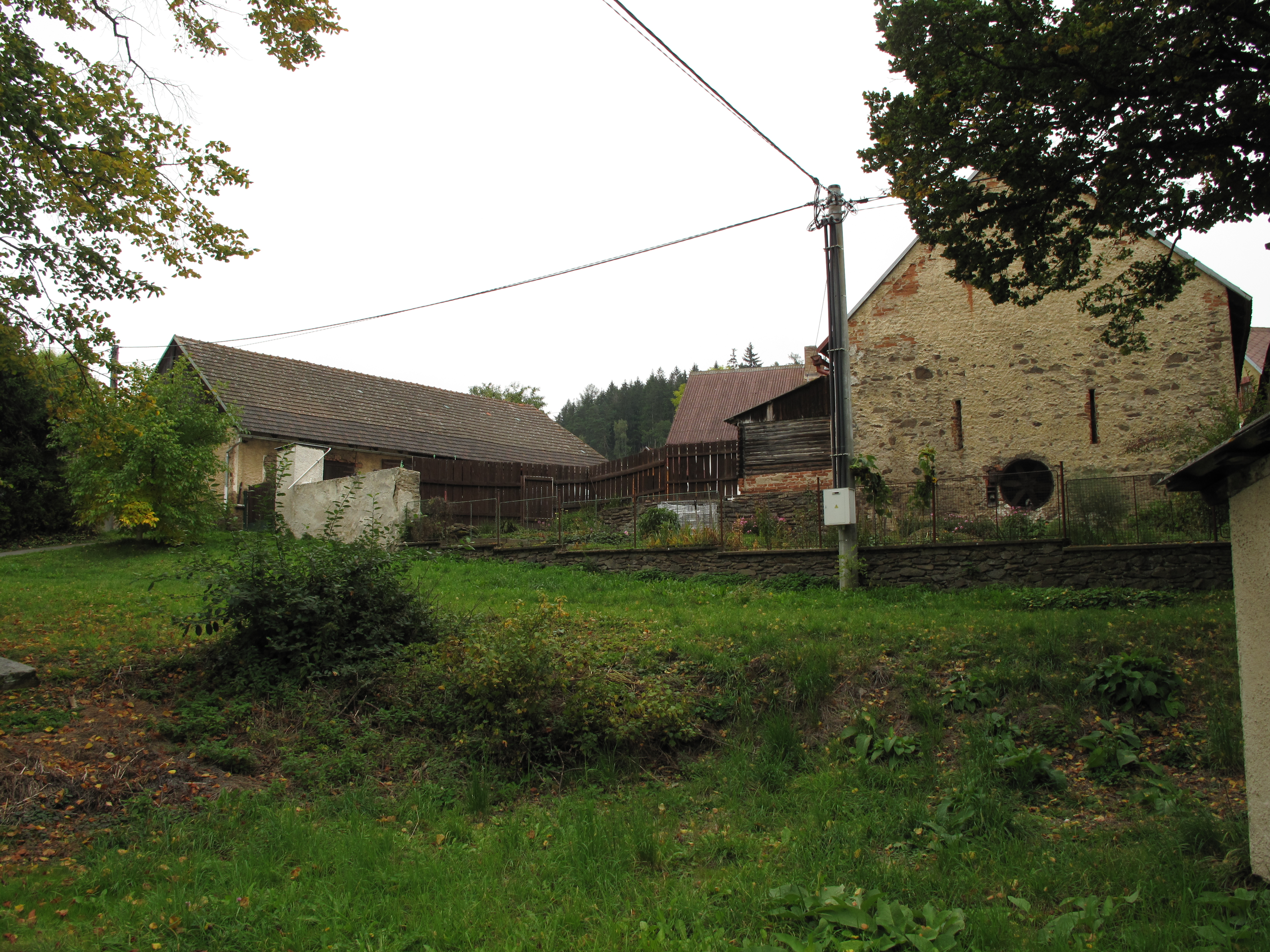
Statek
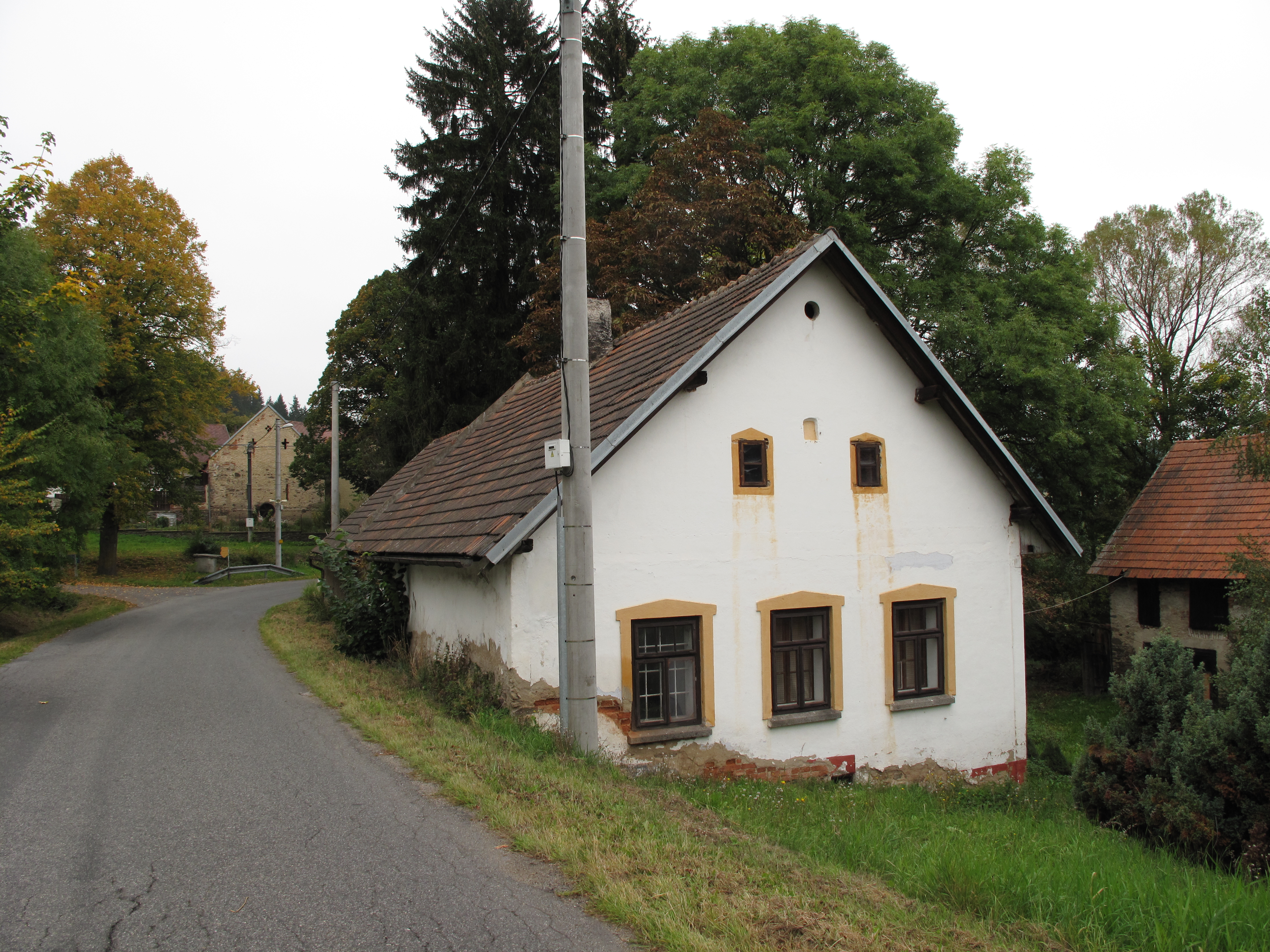
Chalupa